# Райгейт (Монтана)
Райгейт (англ. Ryegate) — город и административный центр округа  Голден-Валли  в штате Монтана США. Население по данным переписи 2020 года составляло 223 человека. Райгейт расположен на северном берегу реки Масселшелл.
В 1908 году Райгейт был основан как депо и станция железной дороги Милуоки.

## Демография

### Перепись 2010 года
По данным переписи 2010 года, в городе жили 245 человек, были  домохозяйства и 73 семьи. Плотность населения составляла 355,1 жителей на квадратную милю (137,1/км²). Было 145 единиц жилья при средней плотности 210,1 на квадратную милю (81,1/км²). Расовый состав города был следующим: 97,1% белых, 0,4% коренных американцев, 0,8% представителей других рас и 1,6% представителей двух или более рас. Испаноязычные или латиноамериканцы любой расы составляли 4,1% населения.

### Перепись 2000 года
По данным переписи 2000 года, в городе жили 268 человек, были 113 домохозяйств и 81 семья. Плотность населения составляла 391,6 жителей на квадратную милю (151,2/км²). Было 131 единиц жилья при средней плотности 191,4 на квадратную милю (73,9/км²). Расовый состав города был следующим: 98,51% белых и 1,49% коренных американцев. Испаноязычные или латиноамериканцы любой расы составляли 1,49% населения.